# Bobiniarka
Bobiniarka – maszyna służąca do cięcia wzdłużnego (mechanicznego) rolki-matki (inaczej: jumbo-rola, bobina) na użytki nawinięte w roli (tzw. metoda z roli na rolę). Efektem finalnym tego procesu jest nawinięcie na role (o takiej samej lub mniejszej średnicy niż rola-matka).

## Rodzaje cięcia stosowane w bobiniarkach
W bobiniarkach stosowane są następujące rodzaje cięcia wzdłużnego:
- cięcie metodą nożycową[3][4]
  - cięcie styczne (lub cięcie w powietrzu) 
    - zastosowanie: cienkie folie
    - zalety: krótki czas ustawienia noży
    - wady: nie nadaje się do twardych i sztywnych materiałów, przy dużych szybkościach maszyny krawędzie mogą się zniekształcać/topić

  - cięcie z opasaniem 
    - zastosowanie: grube folie, laminaty, papier, włókniny
    - zalety: duża dokładność i szybkość cięcia
    - wady: dłuższy czas ustawienia noży, ograniczone zastosowanie w przypadku ustawiania w cyklu automatycznym
- cięcie metodą wgniotu (inaczej: cięcie do twardego wała, cięcie bruzdowe, cięcie przez nacisk)
  - zastosowanie: papier, włóknina, tworzywa techniczne
  - zalety: krótki czas ustawienia noży, możliwość cięcia na bardzo wąskie użytki
  - wady: metoda pyląca, szybkie zużywanie się noży

## Rodzaje noży stosowanych w bobiniarkach
W bobiniarkach stosowane są różne rodzaje noży:
- noże krążkowe - stosowane są do cięcia wzdłużnego różnego rodzaju papieru i tektury. Są one stosowane do wszystkich rodzajów rozkroju wzdłużnego (cięcie styczne, z opasaniem i metodą wgniotu) ze względu na liczne możliwości zastosowania. Górny nóż składa się z uchwytu nożowego oraz ostrza zwanego nożem krążkowym. Krawędź tnąca dolnego nożna ma charakterystyczny rowek odprowadzający.
- noże żyletkowe - stosowane są do cięcia wzdłużnego materiałów metalicznych i tworzyw sztucznych. Główną zaletą cięcia przy użyciu noży żyletkowych jest otrzymanie "czystych" krawędzi. Mają one zastosowanie w cięciu stycznym i z opasaniem.
- noże w oprawach pneumatycznych - stosowane są do cięcia wzdłużnego materiałów metalizowanych. Zapewniają wykonanie precyzyjnego cięcia bez odkształcania i niszczenia krawędzi. Mają zastosowanie w cięciu stycznym i z opasaniem.

## Rodzaje bobiniarek ze względu na system cięcia
W zależności od zastosowanego systemu tnącego możemy wyróżnić następujące rodzaje bobiniarek:
- bobiniarki z nożycowym systemem cięcia -  materiał jest cięty przez noże krążkowe lub żyletki, a następnie nawijany na specjalne wały nawijające. Dzięki temu systemowi cięcia można uzyskać wysoką jakość i dokładność cięcia różnorodnych materiałów, takich jak folie, tektury czy włókniny.
- bobiniarki ze stycznym systemem cięcia (cięcie w powietrzu) - ostrza tnące są ustawione tak, że stykają się z materiałem pod kątem prostym, wykorzystując noże krążkowe lub żyletki. Metoda ta zapewnia wysoką jakość cięcia i krótki czas ustawiania noży. Jednak ma też pewną wadę: jeśli materiał się ugina między nożami, może dojść do niedokładności wymiaru ciętych bobin.
- bobiniarki z systemem cięcia z opasaniem - materiał jest cięty na wale przy użyciu noży krążkowych lub żyletek. Metoda ta zapewnia wysoką dokładność i szybkość cięcia nawet dla najtrudniejszych materiałów. Należy jednak pamiętać, że ustawienie noży zajmuje więcej czasu i wymaga specjalnych wałów podnożowych.
- bobiniarki z bruzdowym systemem cięcia (metoda wgniotu) - wykorzystują noże krążkowe, które są umieszczone nad specjalnym wałem lub tulejami podnożowymi. Noże te dociskają materiał do wału lub tulei z dużą siłą, aż do jego przecięcia. W ten sposób uzyskuje się wąskie pasy materiału o zadanej szerokości. Metoda ta ma wiele zalet, takich jak szybkość ustawienia noży, dokładność cięcia czy możliwość uzyskania bardzo cienkich użytków. Wadą jest jednak duża emisja pyłu podczas cięcia oraz konieczność częstej wymiany noży.[6].

## Zastosowanie bobiniarek
Obecnie na rynku funkcjonuje wiele rodzajów bobiniarek. Elastyczne podejście w zakresie konfiguracji maszyn oraz mnogość opcji pozwalają na ich zastosowanie w wielu branżach (m.in. opakowaniowej, papierniczej, farmaceutycznej, technicznej, meblarskiej, automotive/motoryzacyjnej) związanych z opakowaniami oraz na przetwarzanie szerokiego spektrum materiałów m.in.: folii opakowaniowych, papieru i etykiet samoprzylepnych oraz drukowanych na folii, folii termokurczliwych, folii perforowanych, aluminium, laminatów, folii HSF, tektury, włókniny oraz materiałów technicznych.